# Fußball-Weltmeisterschaft 1958/Ungarn
Dieser Artikel behandelt die ungarische Fußballnationalmannschaft bei der Fußball-Weltmeisterschaft 1958.

## Qualifikation
| Norwegen  | – | Ungarn    | 2:1 | Hennum 10', Kristiansen 78' / Tichy 43'                       |
| Ungarn    | – | Bulgarien | 4:1 | Machos 5' 14' 30', Bozsik 52' / Kolew 69'                     |
| Bulgarien | – | Ungarn    | 1:2 | Diew 43' / Hidegkuti 2' 34'                                   |
| Ungarn    | – | Norwegen  | 5:0 | Sándor 12', Csordás 20' 71', Machos 69', Falch 74' (Eigentor) |

## Ungarisches Aufgebot
| Nummer / Name | Nummer / Name       | Damaliger Verein     | Geburtstag | LS       |
| Torhüter      | Torhüter            | Torhüter             | Torhüter   | Torhüter |
| ------------- | ------------------- | -------------------- | ---------- | -------- |
| 1             | Gyula Grosics       | Tatabányai Bányász   | 04.02.1926 |          |
| 22            | István Ilku         | Dorogi Bányász       | 06.03.1933 |          |
| Abwehr        |                     |                      |            |          |
| 2             | Sándor Mátrai       | Ferencváros Budapest | 20.11.1932 |          |
| 3             | Ferenc Sipos        | MTK Budapest         | 13.12.1932 |          |
| 4             | László Sárosi       | Vasas Budapest       | 27.02.1932 |          |
| 12            | Béla Kárpáti        | Vasas Budapest       | 30.09.1929 |          |
| 13            | Oszkár Szigeti      | Diósgyőri VTKM       | 10.09.1933 |          |
| Mittelfeld    |                     |                      |            |          |
| 5             | József Bozsik       | Honvéd Budapest      | 28.11.1925 |          |
| 6             | Pál Berendy         | Vasas Budapest       | 30.11.1931 |          |
| 7             | László Budai        | Honvéd Budapest      | 19.07.1928 |          |
| 8             | Lajos Tichy         | Honvéd Budapest      | 24.03.1935 |          |
| 15            | Antal Kotász        | Honvéd Budapest      | 01.09.1929 |          |
| Angriff       |                     |                      |            |          |
| 9             | Nándor Hidegkuti    | MTK Budapest         | 03.03.1922 |          |
| 10            | Dezső Bundzsák      | Vasas Budapest       | 03.05.1928 |          |
| 11            | Károly Sándor       | MTK Budapest         | 29.11.1928 |          |
| 14            | Ferenc Szojka       | Salgótarjáni BTC     | 07.04.1931 |          |
| 16            | László Lahos        | Tatabányai Bányász   | 17.01.1933 |          |
| 17            | Mihály Vasas        | Salgótarjáni BTC     | 14.09.1933 |          |
| 18            | Tivadar Monostori   | Dorogi Bányász       | 24.08.1936 |          |
| 19            | Zoltán Friedmanszky | Ferencváros Budapest | 22.10.1934 |          |
| 20            | József Bencsics     | Újpest Budapest      | 06.08.1933 |          |
| 21            | Máté Fenyvesi       | Ferencváros Budapest | 20.09.1933 |          |
| Trainer       |                     |                      |            |          |
|               | Lajos Baróti        |                      | 19.08.1914 |          |

## Spiele der ungarischen Mannschaft

### Vorrunde
- Ungarn –  Wales 1:1 (1:1)

Stadion: Jernvallen (Sandviken)
Zuschauer: 20.000
Schiedsrichter: Codesal (Uruguay)
Tore: 1:0 Bozsik (5.), 1:1 J. Charles (27.)
- Schweden –  Ungarn 2:1 (1:0)

Stadion: Råsundastadion (Solna)
Zuschauer: 40.000
Schiedsrichter: Mowat (Schottland)
Tore: 1:0 Hamrin (55.), 2:0 Hamrin (55.), 2:1 Tichy (77.)
- Ungarn –  Mexiko 4:0 (1:0)

Stadion: Jernvallen (Sandviken)
Zuschauer: 13.300
Schiedsrichter: Eriksson (Finnland)
Tore: 1:0 Tichy (19.), 2:0 Tichy (46.), 3:0 Sándor (54.), 4:0 Bencsics (69.)
Der Veranstalter Schweden ging als Favorit in die Gruppe 3 und wurde seiner Rolle gerecht. Mexiko (3:0) und Ungarn (2:1), die nur noch vier Spieler aus dem 54er-Wunderteam dabei hatten (der Aufstand von 1956 hatte das Team auf ganz Europa verteilt und nicht alle Spieler wurden freigestellt), wurden besiegt. Zuletzt konnten sich die Schweden noch ein 0:0 gegen Wales leisten. Dieses Ergebnis war für die Waliser wichtig, da sie dadurch ins Entscheidungsspiel gegen Ungarn gelangten und 2:1 siegten. Mexiko wurde erwartungsgemäß Letzter der Gruppe.

#### Playoff
- Wales –  Ungarn 2:1 (0:1)

Stadion: Råsundastadion (Solna)
Zuschauer: 20.000
Schiedsrichter: Latyschew (Sowjetunion)
Tore: 0:1 Tichy (33.), 1:1 Allchurch (55.), 2:1 Medwin (76.)